# سینوویال کندروماتوزیس
سینوویال کندروماتوزیس(به انگلیسی: Synovial chondromatosis) یا (Reichel's syndrome) بیماری نادری است که معمولاً سینوویوم مفاصل بزرگ بدن مانند مفصل ران و زانو را مبتلا می‌کند.

## بیماریزایی
این تومور در واقع یک متاپلازی غضروفی بافت سینوویوم مفاصل یا غلاف تاندون ها است که مشخصه آن ندول‌های متعدد می‌باشد. علامت بالینی اصلی درد مزمن یک مفصل است که به درمان پاسخ نمی‌دهد و محدودیت حرکتی در مفصل  بیمار ایجاد می‌شود.
پرتونگاری در اغلب موارد مناطق کلسیفیه متعددی را نشان می‌دهد به‌طوری‌که قبل از نمونه برداری معمولاً تومور قابل تشخیص می‌باشد. سینوویال کندروماتوزیس در واقع یک روند غیرنئوپلاستیک موضعی خودمحدود شونده است که بعد از چند سال ضایعه فعال داخل مفصلی مشاهده نمی‌شود.

## درمان
درمان برداشتن جسم آزاد داخل مفصلی (ندول‌ها) و سینووکتومی کامل یا ناقص است.